# Peter Hirschfeld (Kunsthistoriker)
Peter Hirschfeld (* 16. Juli 1900 in Horn bei Bremen; † 29. Oktober 1988 in der Schweiz) war ein deutscher Kunsthistoriker und Denkmalpfleger. Von 1947 bis 1963 war er Landeskonservator von Schleswig-Holstein.

## Leben und Wirken
Peter Hirschfeld war ein Sohn von Heinrich Gerhard Richard Hirschfeld, Kaufmann und Teilhaber des Tabakunternehmens Engelhardt & Biermann, und Magdalena Hirschfeld, Tochter des Zigarrenfabrikanten Friedrich Biermann. Er wuchs im klassizistischen Herrenhaus Knoop bei Kiel auf. Nach seinem Dienst 1918 im Ersten Weltkrieg studierte er von 1919 bis 1923 Bauingenieurwesen mit Abschluss als Diplomingenieur in Hannover. Sein eigentliches Interesse galt jedoch dem daneben begonnenen Fach Kunstgeschichte, in dem er 1926 bei Arthur Haseloff an der Universität Kiel zum Thema Schlösser und Herrenhäuser im 16. und 17. Jahrhundert in Schleswig-Holstein promovierte. Nach Tätigkeiten als wissenschaftlicher Mitarbeiter unter anderem an der Hamburger Kunsthalle war er von 1935 bis 1945 beim Badischen Denkmalamt in Karlsruhe mit der Inventarisierung befasst. Aus dieser Arbeit gingen mehrere Bände der Reihe Die Kunstdenkmäler des Grossherzogthums Baden hervor.

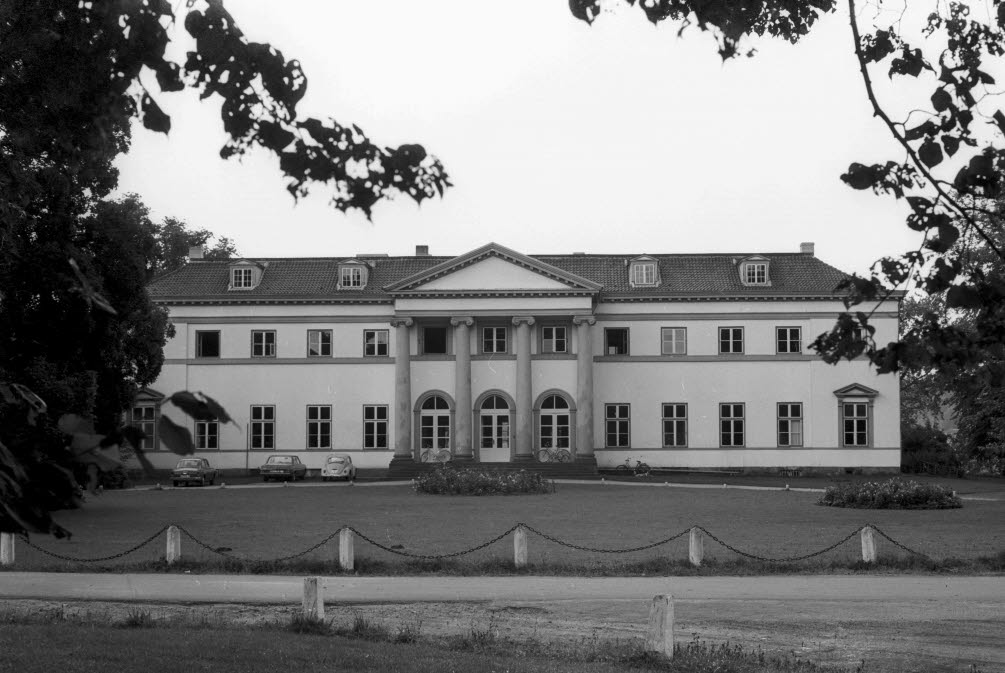
Im Herrenhaus Knoop wuchs Hirschfeld auf, 1949–1953 machte er es zum Sitz des Landesdenkmalamts

Zum 1. Oktober 1947 wurde Hirschfeld als Nachfolger Ernst Sauermanns zum schleswig-holsteinischen Landeskonservator ernannt. Hirschfeld, der zunächst nur einen wissenschaftlichen Mitarbeiter hatte, verlegte den kriegsbedingt nach Malente ausgelagerten Sitz des Landesamts für Denkmalpflege 1949 nach Gut Knoop und 1953 ins Kieler Thaulow-Museum. Angesichts der schwierigen Nachkriegsbedingungen, wie der Belegung zahlreicher Baudenkmäler mit Flüchtlingen, trieb er zunächst die wissenschaftliche Bestandsaufnahme der Kunstdenkmäler voran. Bis 1961 erschienen unter seiner Leitung fünf Bände der Kunstdenkmäler des Landes Schleswig-Holstein. Ab 1950 veröffentlichte er im Zweijahresrhythmus Arbeitsberichte des Denkmalamts.
Beim Wiederaufbau der Kieler Nikolaikirche (1950–1953) lehnte Hirschfeld, im Gegensatz zu seinem Amtsvorgänger, die Rekonstruktion in Form einer bloßen Kopie „als Armutszeugnis unserer Zeit“ ab und befürwortete eine moderne Ergänzung. Er vertrat die Ansicht, dass „nur das Kulturdenkmal in seiner Unwiederholbarkeit und in seiner originalen Substanz Zeugniswert für die Geschichte und damit für die Bildung unseres kulturellen Bewusstseins besitze.“ Während der Restaurierung der Lübecker Marienkirche kam es Anfang der 1950er Jahre zum Fälscherskandal, als der Restaurator Lothar Malskat, entgegen Hirschfelds Anweisungen, Fresken im mittelalterlichen Stil umfangreich ergänzte.
Die Herrenhäuser und Schlösser in Schleswig-Holstein blieben ein zentrales Arbeitsfeld Hirschfelds. Aufbauend auf seiner Dissertation, erschien sein Standardwerk zum Thema in fünf Auflagen von 1953 bis 1980. Viele Herrenhäuser und Schlösser des Landes verloren ihre wirtschaftliche Grundlage wegen landwirtschaftlicher Umstrukturierungen und ab 1947 durch die von der Britischen Militärregierung verordnete Bodenreform. Als Landeskonservator versuchte Hirschfeld, die Bauten und ihre Sammlungen zu bewahren und Anschlussnutzungen zu finden, wie etwa als Landesmuseum in Schloss Gottorf.
Hirschfeld galt als passionierter Wissenschaftler, der einen kollegialen Arbeitsstil pflegte. 1958 verabschiedete der Landtag das schleswig-holsteinische Denkmalschutzgesetz, das erste seiner Art in der Bundesrepublik. Als bis 1963 sowohl die bürokratischen Durchführungsbestimmungen erlassen und der Denkmalrat sich konstituiert hatte, trat Hirschfeld im März 1963 aus gesundheitlichen Gründen mit 62 Jahren in den Ruhestand ein. Die Auswahl seines Nachfolgers Hartwig Beseler hatte er entscheidend beeinflusst.
Peter Hirschfeld war verheiratet mit der Cembalistin Rita Hirschfeld, geborene Demme. Bis zu seinem Tod lebte er mehrere Jahrzehnte lang im schweizerischen Horw bei Luzern. An der Universität Kiel, an der Hirschfeld ab 1950 einen Lehrauftrag für Denkmalpflege innehatte, begründete seine Witwe 1995 die Peter-Hirschfeld-Stiftung zur Förderung der kunstgeschichtlichen Landesforschung. Sie unterstützt insbesondere Veröffentlichungen am Kunsthistorischen Institut. Die Zentral- und Hochschulbibliothek Luzern erhielt 2007 Hirschfelds Privatbibliothek als Schenkung.

## Schriften
- Schleswig-Holsteinische Schlösser und Herrensitze im 16. und 17. Jahrhundert. W. G. Mühlau, Kiel 1929.
- Schleswig-Holsteinische Herrenhäuser, Gutshöfe und Gärten des 18. Jahrhunderts, ihre Bauherren und Baumeister. W. G. Mühlau, Kiel 1935.
- Aus der Reihe Die Kunstdenkmäler des Grossherzogthums Baden:
  - mit Emil Lacroix und Wilhelm Paeseler: Die Kunstdenkmäler des Amtsbezirks Ettlingen (Kreis Karlsruhe). (= Band 9, Abteilung 3). C. F. Müller, Karlsruhe 1936.
  - mit Emil Lacroix und Wilhelm Paeseler: Die Kunstdenkmäler des Amtsbezirks Karlsruhe Land, Kreis Karlsruhe. (= Band 9, Abteilung 5). C. F. Müller, Karlsruhe 1937.
  - mit Emil Lacroix und Wilhelm Paeseler: Die Kunstdenkmäler des Amtsbezirks Pforzheim Land (Kreis Karlsruhe). (= Band 9, Abteilung 7). C. F. Müller, Karlsruhe 1938.
  - mit Emil Lacroix und Wilhelm Paeseler: Die Kunstdenkmäler der Stadt Pforzheim (Kreis Karlsruhe). (= Band 9, Abteilung 6). C. F. Müller, Karlsruhe 1939.
  - mit Emil Lacroix und Heinrich Niester: Die Kunstdenkmäler der Stadt Baden-Baden. (= Band 11, Abteilung 1). C. F. Müller, Karlsruhe 1942.
  - Peter Hirschfeld (Bearbeiter), Hans Huth (Überarbeitung, Ergänzung): Die Kunstdenkmäler des Landkreises Rastatt. (Ohne Stadt Rastatt und Schloss Favorite). (= Band 12, Abteilung 1). C. F. Müller, Karlsruhe 1963.
- Markgräfin Agnes von Baden, Gemahlin Herzog Gerhards VII. von Schleswig. Ein Beitrag zur Kulturgeschichte des 15. Jahrhunderts. (= Quellen und Forschungen zur Geschichte Schleswig-Holsteins. Band 34). Wachholtz, Neumünster 1957.
- Mäzene. Die Rolle des Auftraggebers in der Kunst. Deutscher Kunstverlag, München, Berlin 1968.
- Herrenhäuser und Schlösser in Schleswig-Holstein. 5., verbesserte und erweiterte Auflage. Deutscher Kunstverlag, München, Berlin 1980 (Erstausgabe: 1953), ISBN 3-422-00712-1.